# Pátý svědek
Pátý svědek je dvacátým třetím románem amerického spisovatele Michaela Connellyho a zároveň čtvrtou knihou s losangeleským právním obhájcem Michaelem "Mickey" Hallerem v hlavní roli. Ve Spojených státech byla kniha poprvé vydána 5. dubna 2011.

## Děj knihy
Mickey Haller se ujímá obhajoby své dlouholeté klientky Lisy Trammelové, která je podezřelá z vraždy bohatého bankéře Mitchella Bonduranta. Podle dostupných důkazů byl 188 centimetrů vysoký muž zavražděn zezadu ránou kladivem do vrchní části hlavy když stál.
Haller a jeho spolupracovníci (včetně jeho bývalé manželky Lorny Taylorové a jeho vyšetřovatele Dennise „Cisco“ Wojciechowskiho, který je zároveň Lorniným manželem) se snaží vyvrátit obžalobu, kterou vede Andrea Freemanová, proti níž ještě nikdy Haller nedokázal zvítězit. Po objevení pravděpodobného napojení zavražděného na organizovaný zločin se Haller zaměří na zjišťování alternativních podezřelých a při obhajobě také spoléhá na forenzní důkazy, které naznačují, že Lisa Trammelová nemá fyzické předpoklady ke spáchání takovéhoto zločinu.
Hallerova obhajoba je postavena na svědectví Louise Opparizia, jehož Haller svými otázkami přinutí odvolat se na Pátý dodatek ústavy a odmítnout dále vypovídat, protože by tím poškodil svou vlastní osobu (což z něj činí pátého svědka v pořadí, který se zároveň odvolal na Pátý dodatek). Dříve než se Hallerovi podaří odhalit Oppariziovo napojení na organizovaný zločin, svědek se odvolá na Pátý dodatek, ukončí svou výpověď a soudce poučí porotu, aby toto svědectví nebrala v potaz. Hallerovi se tak podaří předhodit porotě představu o alternativním vrahovi a díky svědectví posledního svědka, kterým je jeho vyšetřovatel Cisco, nakonec porota prohlásí Trammelovou za nevinnou.
V závěrečném zvratu, který do případu vnáší jistou „morální dimenzi“, Haller zjišťuje, že Trammelová vraždu skutečně spáchala. Když jí odhalí svá zjištění, je zcela šokován její lhostejnou reakcí. O tři týdny později je Hallerova kancelář díky tomuto vyhranému soudnímu sporu zavalena zájemci o obhajobu. Trammelová zavolá Hallerovi a obviní jej z toho, že k ní poslal policii, aby jí prohledala a prokopala zahradu, a zároveň jej prosí, aby ji zastupoval v případě obvinění z vraždy jejího manžela. Haller to okamžitě odmítne s tím, že se právě rozhodl usilovat o úřad okresního státního zástupce v Los Angeles, protože už nechce pracovat s lidmi jako ona.